# 호이니체 전투 (1939년)
호이니체 전투(폴란드어: Obrona Chojnic)는 폴란드 침공의 첫날인 9월 1일에 발발한 전투이다. 스타니스와프 그즈모트-스코트니츠키 하의 체르스크 작전집단의 일부분인 연대장 타데우쉬 마예프스키의 "호이니체 독립집단"은 포모제 군 남측을 보호하기 위해 호이니체 도시와 주요 통신소를 방어하는 임무를 맡았다. 독일군의 공격은 스투카기들의 폭격으로 04:30에 시작되었다. 폴란드 군은 리텔로 후퇴하라는 명령을 받을 때까지 16:00시부터 17:00시까지 격퇴했으며, 이후에도 9월 2일까지 저항이 계속되었다. 폴란드군은 장갑 열차를 파괴하고 물러났다.

## 같이 보기
- 크로얀티 전투